# شهرستان پولدینگ (اوهایو)
شهرستان پولدینگ، اوهایو (به انگلیسی: Paulding County, Ohio) یک سکونتگاه مسکونی در ایالات متحده آمریکا است که در اوهایو واقع شده‌است.